# Grabek (muzyk)
Grabek, właśc. Wojciech Grabek (ur. 29 września 1976) – polski multiinstrumentalista, kompozytor, twórca muzyki elektronicznej.

## Życiorys
Pochodzi z artystycznej rodziny: matka jest skrzypaczką. Za jej namową w wieku sześciu lat rozpoczął naukę gry na skrzypcach. Po ośmiu latach porzucił instrument, by poświęcić się skandynawistyce. Ukończył studia na Uniwersytecie im. Adama Mickiewicza w Poznaniu. Mimo to nie zrezygnował zupełnie z muzyki – w zaciszu domowego studia tworzył kompozycje.
Żoną muzyka jest Carolyn Trotman, pisarka i tłumaczka amerykańskiego pochodzenia.

### Kariera
Projekt solowy Wojciecha Grabka ma początek w 2008 roku. W lutym 2009 własnym nakładem wydał minialbum pt. „mono3some”. Materiał był prezentowany na licznych koncertach w kraju i za granicą, także na wielu festiwalach jak choćby Heineken Open’er Festival 2009, Free Form Festival oraz Transvizualia. EP została przyjęta dobrze nie tylko przez fanów, ale także przez dziennikarzy i krytyków muzycznych. Pod koniec 2009 artysta został zaproszony do „Offensywy” Piotra Stelmacha w radiowej Trójce. Wystąpił wówczas z koncertem w Studio im. Agnieszki Osieckiej, a jeden z utworów z tej sesji znalazł się na płycie „Offsesje 2”. W 2011 ukazał się debiutancki album pt. „8”, na który składa się 12 utworów wokalno-instrumentalnych. Longplay został nominowany do nagrody Fryderyk 2012 w kategorii Album Roku Muzyka Klubowa / Elektronika. Dnia 2 lipca 2011 wystąpił na jubileuszowym X Heineken Open’er Festival w Gdyni na scenie Alter Space. W listopadzie 2012 nakładem wytwórni Kayax ukazał się drugi album artysty, zatytułowany „duality”.
9 marca 2018 w wersji cyfrowej, opublikowany został trzeci album Grabka (wydany własnym nakładem artysty), zatytułowany „Day One”. Płyta została wydana przez Gusstaff Records w maju 2018 – na nośniku CD, natomiast w lipcu 2018 – na płycie analogowej.

## Dyskografia
Albumy studyjne
- 2025-05-09: Wonderfully Archaic (interpret null)
- 2021-04-30: Tiny Melodies (interpret null)

- 2020-04-24: imagine landscapes (interpret null)
- 2018-03-09: Day One (090318 Grabek)
- 2012-11-13: duality (KAYAX)
- 2011-04-26: 8 (Polskie Radio S.A.)

Minialbumy
- 2019-07-12: Humans (090318, Gusstaff Records)

- 2020-11-06: variations on wieniawski (interpret null)

- 2009-02-12: mono3some (Grabek)

Kompilacje
- 2012-12-03: Męskie Granie 2012 (Polskie Radio S.A.); CD 2, utwór nr 13 – "Matters Not"
- 2010-12-06: Offsesje 2 (Polskie Radio S.A.); utwór nr 17 – "Rosemary"